# Jacques Hardion
Jacques Hardion, né à Tours le 17 octobre 1686 et mort à Versailles le 2 octobre 1766, est un historien, traducteur et érudit français.

## Biographie
Après des études à Tours, il vient suivre à Paris des cours de grec au Collège de France. Devenu protégé de Turgot, il obtient une place de précepteur auprès de Dupré de Saint-Maur. Il est élu membre de l'Académie des inscriptions et belles-lettres en 1728 et de l'Académie française en 1730. Ayant été nommé bibliothécaire du roi et de la famille royale à Versailles, il est choisi pour donner des leçons d'histoire et de littérature aux enfants de Louis XV.
Il est l'auteur d'une Nouvelle histoire poétique, et deux traités abrégés : l'un de la poésie, l'autre de l'éloquence en 3 volumes, parue en 1751, et d'une Histoire universelle sacrée et profane en 18 volumes, parue entre 1754 et 1765, la première composée « à l'usage de Mesdames de France », la deuxième « par ordre de Mesdames de France ». Il est également traducteur de Théocrite et d'Anacréon et a écrit pour l'Académie des inscriptions des dissertations sur des sujets tels que la rhétorique grecque, l'oracle de Delphes et le saut de Leucade.